# (31800) 1999 LT25
1999 LT25 (asteroide 31800) é um asteroide da cintura principal. Possui uma excentricidade de 0.20696270 e uma inclinação de 14.04125º.
Este asteroide foi descoberto no dia 9 de junho de 1999 por LINEAR em Socorro.